# بالابیت
بالابیت (انگلیسی: Balabit) شرکت نرم‌افزار مجارستانی است، که در سال ۲۰۰۰ تأسیس شد.